# Рябов Іван Миколайович
Іва́н Микола́йович Ря́бов (25 липня 1897, село Гориці, нині Московської області, Росія — 1986) — радянський учений у галузі рослинництва. Заслужений діяч науки УРСР (1962).

## Біографія
За походженням росіянин. З 1923 року працював в Криму в Нікітському ботанічному саду на посаді завідувача відділу південних плодових культур.
Праці з питань інтродукції і селекції плодових культур. Вивів низку сортів броскви і черешні, що районовані на півдні Україні та Молдавії. Серед виведених ним сортів черешні — Багратіон, Виставкова, Генеральська, Янтарна, Нікітська рання; персика — Антон Чехов, Златогор, Кримський, Кремлівський, Подарунок Криму та ін. У 1935 році І. М. Рябовим в Нікітському ботанічному саду був отриманий міжродовий гібрид яблуні сорту Сари Синап та айви звичайної.
Лауреат Сталінської премії (1952) за створення нових плодових культур.